# Золотая Гролла
«Золотая Гролла» (итал. Grolla d'oro) —  одна из старейших итальянских кинопремий.

### История
Премия была учреждена некоторыми из самых авторитетных кинокритиков с целью популяризации итальянского кино  в 1953 году и действовала до 1981 года. 
После нескольких лет перерыва вручение наград было возобновлено в 1989 году журналистом Маурицио Костанцо и, прежде всего, кинокритиком Феличе Лаудадио, возглавлявшим жюри с 1990 по 2001 год. 
Награда изменила своё название на премию «Святой Венсан», но сам вручаемый приз сохранил прежнее название. Церемонии проходят в «Казино де ла Валле», в коммуне Сен-Венсан, расположенной в области Валле-д’Аоста.
Премия «Телегролла» родилась в 2001 году, награда вручается за телевизионные фильмы и сериалы.

### Основные номинации
- «Золотая Гролла» лучшему режиссёру
- «Золотая Гролла» за лучшую женскую роль
- «Золотая Гролла» за лучшую мужскую роль
- «Золотая Гролла» лучшему продюсеру
- «Золотая Гролла» лучшему режиссёру-дебютанту
- «Золотая Гролла» за лучший сценарий
- «Золотая Гролла» за лучшую операторскую работу
- «Золотая Гролла» за лучшую музыку
- «Золотая Гролла» за достижения